# Fulton (Alabama)
Pour les articles homonymes, voir Fulton.
Fulton est une ville du comté de Clarke, en Alabama, aux États-Unis,.
Les colons européens émigrent dans la région de Fulton à l'époque où le comté de Clarke faisait partie de l'État du Mississippi. Les rives de la rivière Bassett's Creek (en), qui traverse l'actuel Fulton, a été le site d'une église baptiste qui se réunissait pour la première fois en 1810. La ville de Fulton grandit le long d'une ligne ferroviaire qui relie Mobile à Birmingham, dans les années 1880. La ville est d'abord connue sous le nom Wade's Station, du nom d'un colon de la région, puis Nehrman, en l'honneur du propriétaire de la première scierie de la région, Marcus B. Behrman. En septembre 1896, le bureau postal et la ville prennent le nom de Fulton. Elle est également incorporée en 1896.

## Démographie
| 1900 | 1910 | 1920 | 1930 | 1940 | 1950 | 1960 | 1970 |
| ---- | ---- | ---- | ---- | ---- | ---- | ---- | ---- |
| 140  | 518  | 709  | 766  | 707  | 696  | 688  | 628  |

| 1980 | 1990 | 2000 | 2010 | - | - | - | - |
| ---- | ---- | ---- | ---- | - | - | - | - |
| 606  | 384  | 308  | 272  | - | - | - | - |

## Source de la traduction
- (en) Cet article est partiellement ou en totalité issu de l’article de Wikipédia en anglais intitulé « Fulton, Alabama » (voir la liste des auteurs).